# 318 (tal)
318 är det naturliga talet som följer 317 och som följs av 319.

## Inom vetenskapen
- 318 Magdalena, en asteroid.

## Inom matematiken
- 318 är ett jämnt tal
- 318 är ett sammansatt tal
- 318 är ett defekt tal
- 318 är ett sfeniskt tal